# Vedran Rožić
Vedran Rožić (Traù, 2 novembre 1954) è un allenatore di calcio ed ex calciatore jugoslavo, dal 1991 croato.

## Carriera

### Nazionale
Il suo debutto con la Jugoslavia risale al 5 aprile 1978, subentra al posto di Aleksandar Trifunović in occasione dell'amichevole in esterna terminata a reti bianche contro l'Iran. La sua ultima partita con i Plavi risale al 26 ottobre 1983 nell'amichevole persa 2-0 in casa della Svizzera.
Indossò la maglia della nazionale per un totale di dieci partite.

## Statistiche

### Cronologia presenze e reti in nazionale
| Cronologia completa delle presenze e delle reti in nazionale ― Jugoslavia | Cronologia completa delle presenze e delle reti in nazionale ― Jugoslavia | Cronologia completa delle presenze e delle reti in nazionale ― Jugoslavia | Cronologia completa delle presenze e delle reti in nazionale ― Jugoslavia | Cronologia completa delle presenze e delle reti in nazionale ― Jugoslavia | Cronologia completa delle presenze e delle reti in nazionale ― Jugoslavia | Cronologia completa delle presenze e delle reti in nazionale ― Jugoslavia | Cronologia completa delle presenze e delle reti in nazionale ― Jugoslavia |
| Data                                                                      | Città                                                                     | In casa                                                                   | Risultato                                                                 | Ospiti                                                                    | Competizione                                                              | Reti                                                                      | Note                                                                      |
| ------------------------------------------------------------------------- | ------------------------------------------------------------------------- | ------------------------------------------------------------------------- | ------------------------------------------------------------------------- | ------------------------------------------------------------------------- | ------------------------------------------------------------------------- | ------------------------------------------------------------------------- | ------------------------------------------------------------------------- |
| 5-4-1978                                                                  | Teheran                                                                   | Iran                                                                      | 0 – 0                                                                     | Jugoslavia                                                                | Amichevole                                                                | -                                                                         | 84’                                                                       |
| 18-5-1978                                                                 | Roma                                                                      | Italia                                                                    | 0 – 0                                                                     | Jugoslavia                                                                | Amichevole                                                                | -                                                                         | 60’                                                                       |
| 4-10-1978                                                                 | Zagabria                                                                  | Jugoslavia                                                                | 1 – 2                                                                     | Spagna                                                                    | Qual. Euro 1980                                                           | -                                                                         |                                                                           |
| 25-10-1978                                                                | Bucarest                                                                  | Romania                                                                   | 3 – 2                                                                     | Jugoslavia                                                                | Qual. Euro 1980                                                           | -                                                                         | 70’                                                                       |
| 15-11-1978                                                                | Skopje                                                                    | Jugoslavia                                                                | 4 – 1                                                                     | Grecia                                                                    | Coppa dei Balcani                                                         | -                                                                         | 53’                                                                       |
| 16-9-1979                                                                 | Belgrado                                                                  | Jugoslavia                                                                | 4 – 2                                                                     | Argentina                                                                 | Amichevole                                                                | -                                                                         | 46’                                                                       |
| 10-10-1979                                                                | Valencia                                                                  | Spagna                                                                    | 0 – 1                                                                     | Jugoslavia                                                                | Qual. Euro 1980                                                           | -                                                                         |                                                                           |
| 14-11-1979                                                                | Novi Sad                                                                  | Jugoslavia                                                                | 5 – 0                                                                     | Cipro                                                                     | Qual. Euro 1980                                                           | -                                                                         |                                                                           |
| 22-3-1980                                                                 | Sarajevo                                                                  | Jugoslavia                                                                | 2 – 1                                                                     | Uruguay                                                                   | Amichevole                                                                | -                                                                         |                                                                           |
| 26-10-1983                                                                | Basilea                                                                   | Svizzera                                                                  | 2 – 0                                                                     | Jugoslavia                                                                | Amichevole                                                                | -                                                                         |                                                                           |
| Totale                                                                    |                                                                           | Presenze                                                                  | 3                                                                         |                                                                           | Reti                                                                      | 0                                                                         |                                                                           |

## Palmarès

### Club
- Campionato jugoslavo: 3

Hajduk Spalato: 1973-1974, 1974-1975, 1978-1979
- Coppa di Jugoslavia: 5

Hajduk Spalato: 1973, 1974, 1975-1976, 1976-1977, 1983-1984

### Nazionale
- Giochi del Mediterraneo: 1

 Spalato 1979